# Che Sudaka
Che Sudaka est un groupe espagnol de rock alternatif latino, originaire du Barri Gòtic, un quartier barcelonais.

## Histoire du groupe

### Origine du nom
Che est un mot mapudungun (langue des indiens Mapuches) signifiant ami ou gars. Il est familièrement employé comme interjection par les Argentins (Ernesto « Che » Guevara l'utilisait beaucoup, ce qui lui valut son célèbre surnom). 
Sudakas est un mot péjoratif utilisé en Espagne pour désigner les immigrants sud-américains.

### Création
En 2002, Leo et Lucky, qui faisaient partie du groupe Correcaminos en Argentine, décident de créer Che Sudaka avec d'autres musiciens.
Grâce à leur rencontre avec Manu Chao ils enregistrent leur premier titre, Sin papeles (sans papiers) sur la compilation La Colifata, du nom de l'émission de radio de l'asile Borda de Buenos Aires.

## Membres
- Leo : chant et guitare
- Kachafaz : voix, raggamuffin
- Sergio : clavier
- Jota : guitare